# Clarisol de Bretanya
Clarisol de Bretanya (en portuguès: Clarisol de Bretanha) és una novel·la cavalleresca portuguesa, publicada per primera vegada a Lisboa el 1602, amb el títol de Cinquena i sisena part de Palmerín d'Anglaterra i el sub-títol de Crònica del famós príncep Don Clarisol de Bretanya, a la qual s'expliquen les seves grans obres, i dels prínceps Lindamor, Clarifebo i Belíandre de Grècia, fills de Vasperald, Laudimant, Primalleó i d'altres molts prínceps i cavallers famosos del seu temps. Va ser reimpresa a l'any 1604.

## Ressenya
L'obra, continuació de Palmerín d'Anglaterra i de Duardos de Bretanya, va ser escrita per Baltasar Gonsalves Lobato, natural de la ciutat de Tavira, qui la va dedicar a Diego da Silva, Comte de Portalegre, majordom major del rei Felip III a Portugal.
El llibre es troba dividit en dues parts, identificades amb els noms de Cinquena i Sisena, la primera dividida en noranta-set capítols i, la segona en seixanta-quatre. Finalitza anunciant una setena part, que no es va arribar a publicar.